# Silvio Heinevetter

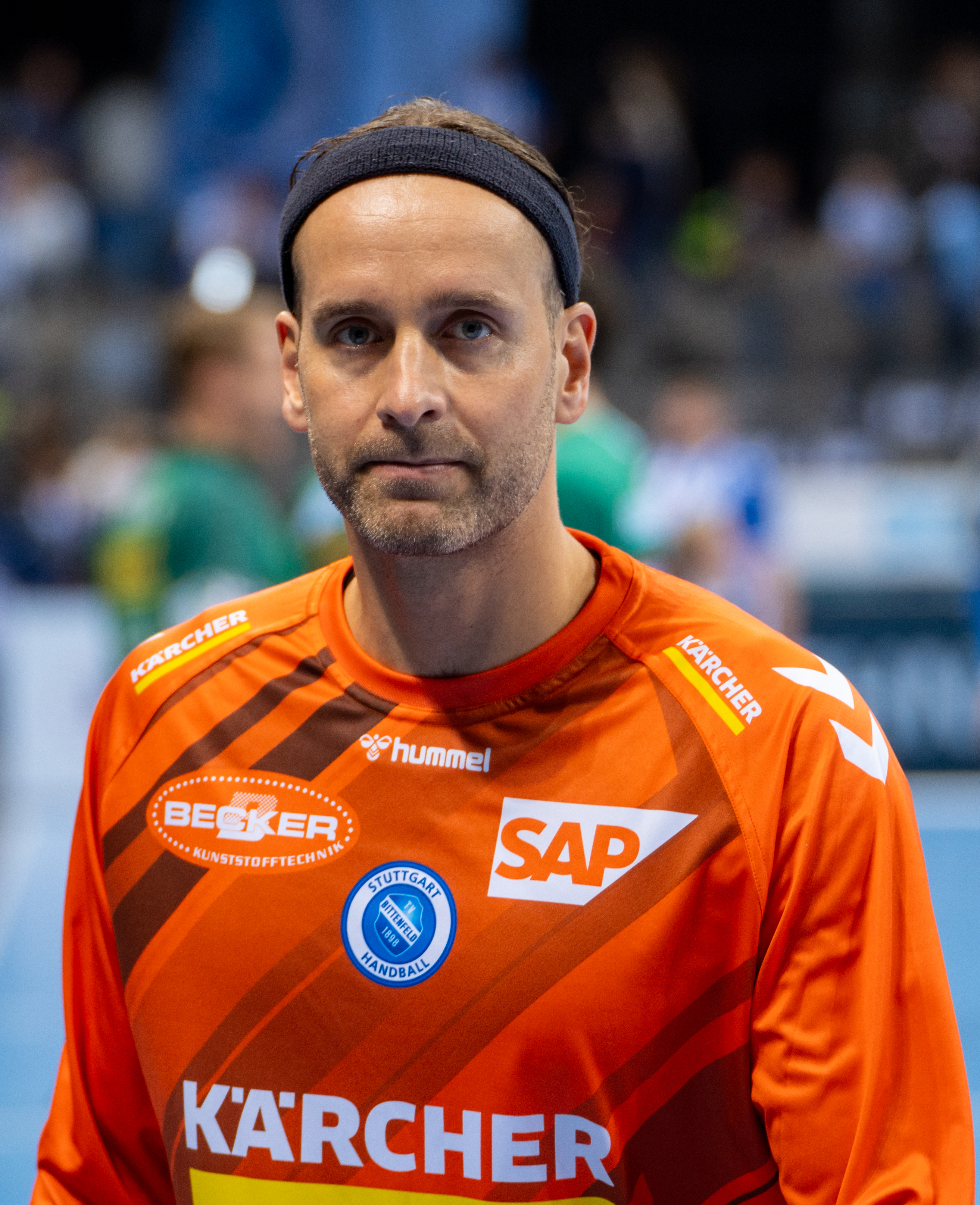
Silvio Heinevetter 2024.

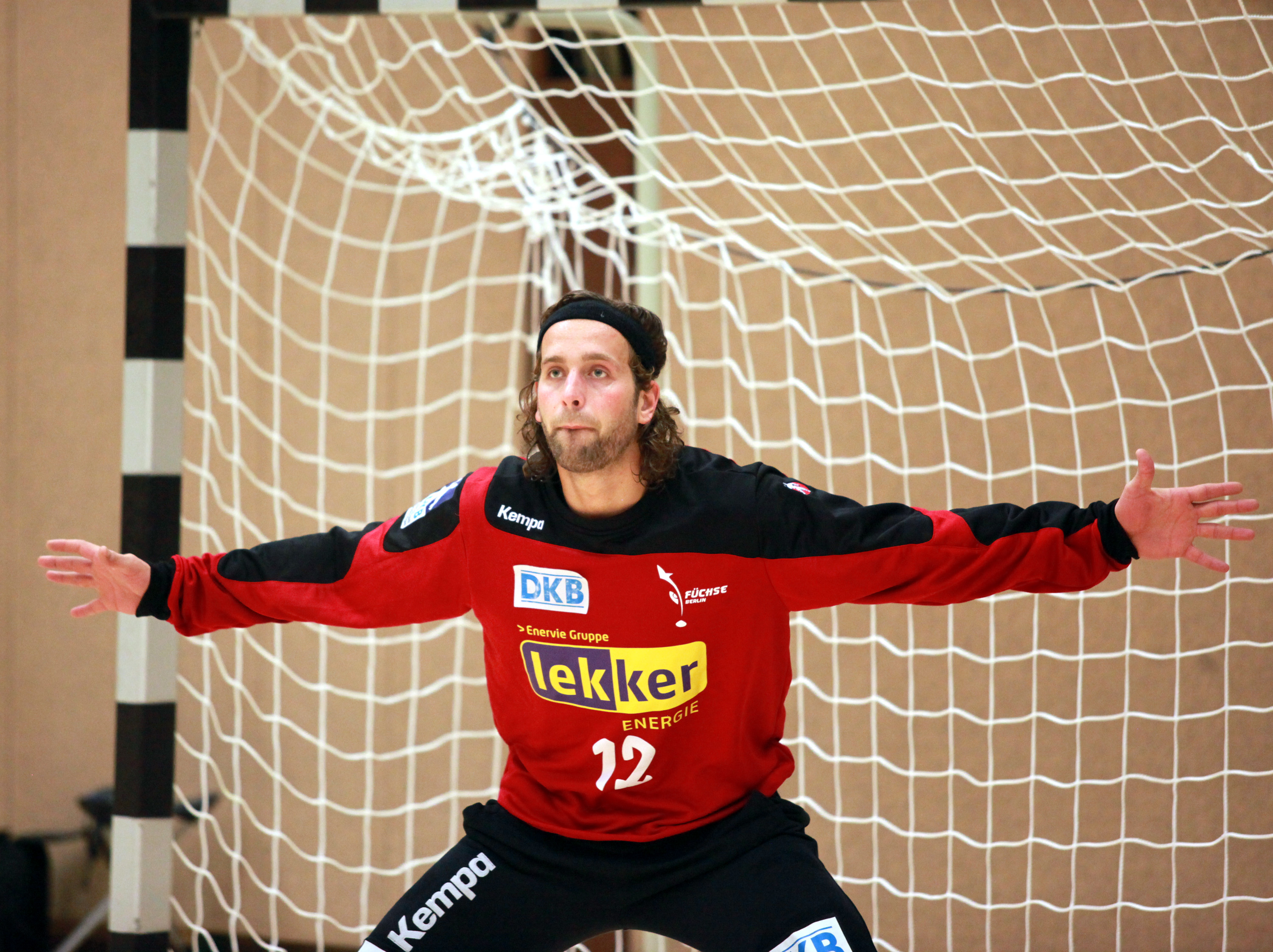
Silvio Heinevetter 2012.

Silvio Heinevetter, född 21 oktober 1984 i Bad Langensalza i dåvarande Östtyskland, är en tysk handbollsmålvakt. 

## Klubbkarrär
Som en av de största tyska målvaktstalangerna inom tysk herrhandboll flyttade Heinevetter från  SV Concordia Delitzsch till SC Magdeburg 2005. Under sin tredje säsong i klubben ersatte han Johannes Bitter, som hade flyttat till HSV Hamburg, som ordinarie målvakt i klubben. Magdeburg förlängde sedan sitt kontrakt med honom med två år till 2009. Han flyttade sedan till Füchse Berlin. 2010 förlängde han sitt kontrakt med Füchse till 2014. 2014 vann han DHB cupen med Füchse. 2015 och 2016 blev han klubbvärldsmästare i handboll. Han vann EHF cupen med berlinklubben 2015 och 2018. 
2019 meddelades att han lämnar Füchse Berlin i slutet av säsongen 2019-2020 efter elva år i klubben och flyttar till MT Melsungen. Han spelar nu 2021 fortsatt för det tyska klubblaget MT Melsungen i Handball-Bundesliga. Han har spelat 492 matcher i bundesliga efter säsongen 2020-2021.

## Landslagskarriär
Landslagstränaren Heiner Brand gjorde honom till tysk landslagsman. Han gjorde sin landslagsdebut den 10 juni 2006 i Mannheim mot Spanien. Heinevetter var en del av det tyska laget som vann bronsmedaljen vid olympiska sommarspelen 2016 i Rio de Janeiro.  I EM 2018 spelade han i mästerskapet. Vid handbolls-VM 2019 i Tyskland och Danmark slutade han fyra med Tyskland. Han spelade i kvalet till OS i Tokyo mot Slovenien sin 200:e landskamp. Totalt har han spelat 204 matcher i landslaget hittills, där han gjort tre mål.

## Klubbar
- SV Empor Bad Langensalza
- THC Erfurt-Bad Langensalza
- 1. SV Concordia Delitzsch (–2005)
- SC Magdeburg (2005–2009)
- Füchse Berlin (2009–2020)
- MT Melsungen (2020–)

## Meriter och individuella utmärkelser
- 2004: Vinnare av U-19 EM och utsedd till turneringens bästa målvakt
- Vinnare av EHF cupen 2007 med SC Magdeburg
- Vald till årets nykomling i bundesliga 2007
- Årets  Magdeburgspelare 2008 och 2009  vald av klubbens fans
- Vinnare av tyska cupen 2014 med Füchse Berlin
- Vinnare 2015 och 2018 av EHF cupen med  Füchse Berlin
- 2015 och 2016  Världsmästare för klubblag med Füchse Berlin
- 2016 Bronsmedalj i olympiska spelen med Tysklands handbollslandslag